# RC Yverdon
Der Rugby Club Yverdon (kurz RC Yverdon) ist ein Schweizer Rugby-Union-Verein aus Yverdon-les-Bains im Kanton Waadt. Er ist in der höchsten Spielklasse, der Nationalliga A, vertreten. Bisher wurde er viermal Schweizer Meister und dreimal Cupsieger.
Neben dem Union-Männerteam und mehreren Juniorenmannschaften gibt es auch je ein Team für Siebener-Rugby und Touch Rugby.

## Geschichte
Die Gründung des Vereins erfolgte im Jahr 1974. Den Spielbetrieb nahm er in der Saison 1974/75 in der Nationalliga B auf. 1979 gelang erstmals der Aufstieg in die Nationalliga A. In den folgenden Jahren gelang es, sich in der höchsten Spielklasse zu etablieren. In der Saison 1986/87 schaffte der Verein das Double und entschied jeweils zum ersten Mal die Meisterschaft sowie den Cupfinal für sich. Ein Jahr später konnte er in der Saison 1987/88 den Meistertitel verteidigen. Danach verharrte er über ein Jahrzehnt lang im Mittelfeld, ehe er 1999 das erste Mal absteigen musste. Nach vier Jahren Zweitklassigkeit folgte 2003 der Wiederaufstieg.
2008 gewann der RC Yverdon zum zweiten Mal den Cupfinal. In der Saison 2009/10 stiess er bis in den Meisterschaftsfinal vor, musste sich in diesem aber mit 11:16 dem RC Genève Plan-les-Ouates geschlagen geben. Der Verein konnte vorerst nicht an diese Erfolge anknüpfen und stieg am Ende der Saison 2012/13 sogar in die Nationalliga B ab. Ein Jahr darauf gelang zwar der sofortige Wiederaufstieg, doch aus finanziellen Gründen wurde er nach der Saison 2014/15 in die dritthöchste Spielklasse, die Nationalliga C, zurückversetzt.
Ab 2018 spielte der RC Yverdon erneut in der Nationalliga B, seit 2020 ist er in der Nationalliga A vertreten. In dieser Zeit erlebte der Verein einen beeindruckenden Aufschwung, der am Ende der Saison 2021/22 mit dem dritten Meistertitel gekrönt wurde. Er setzte sich im Final mit 37:29 gegen den RC Genève Plan-les-Ouates durch und beendete damit eine 34 Jahre dauernde Durststrecke. Im Meisterschaftsfinal der Saison 2022/23 unterlag Yverdon mit 25:29 den Grasshoppers und verpasste somit die Verteidigung des Titels, schaffte aber daraufhin den dritten Cupsieg. Den vierten Meistertitel holte Yverdon in der Saison 2024/25 mit einem 25:5-Finalsieg gegen den Hermance RRC.

## Stadion
Für seine Heimspiele nutzt der RC Yverdon zwei Anlagen. Das Stade Municipal beim Ufer des Neuenburgersees, das er mit dem Fussballverein Yverdon Sport FC teilt, verwendet er für besonders wichtige Spiele. Die übrigen Partien werden auf dem Terrain des Vuagères am westlichen Stadtrand ausgetragen.

## Erfolge
- Schweizer Meister: 1987, 1988, 2022, 2025
- Meister Nationalliga B: 1979, 2001, 2004, 2014
- Cupsieger: 1987, 2008, 2023